# Piper raizudoanum
Piper raizudoanum är en pepparväxtart som beskrevs av Trel. & Yunck.. Piper raizudoanum ingår i släktet Piper och familjen pepparväxter. Inga underarter finns listade i Catalogue of Life.